# Pedro Vargas
 (février 2022).
Si vous disposez d'ouvrages ou d'articles de référence ou si vous connaissez des sites web de qualité traitant du thème abordé ici, merci de compléter l'article en donnant les références utiles à sa vérifiabilité et en les liant à la section « Notes et références ».
Pour les articles homonymes, voir Vargas.
Pedro Vargas, né le 29 avril 1906 à San Miguel de Allende et mort le 30 octobre 1989 à Mexico, est un chanteur mexicain du XXe siècle à qui plusieurs surnoms sont attribués : « El Tenor de las Américas » (« le Ténor des Amériques »), « El Samurai de la canción » (« le Samouraï de la chanson »), « El Rey » (« le Roi »).
Bien qu'ayant une formation de chanteur d'opéra, il se consacre au chant populaire, qui lui confère une reconnaissance internationale tout en étant l'un des principaux interprètes du compositeur Agustín Lara. En tant qu'acteur, il fait partie de l'âge d'or du cinéma mexicain et participe à plus de 70 films.

## Biographie
Fils du fermier José Cruz Vargas et de Rita Mata, paysans très pauvres ne sachant ni lire ni écrire, il naît à San Miguel de Allende, deuxième de douze frères et sœurs.
Sa mère l'envoie à l'église dès l'âge de sept ans pour y faire partie de la chorale. Le maître de chapelle, reconnaissant qu'il a une voix extraordinaire, lui donne les premières leçons de chant et d'orgue.
En 1920, à l'âge de 14 ans, il arrive à Mexico où il chante dans les chœurs de diverses églises et offre des sérénades. Au Collège français de La Salle, après l'avoir écouté, on lui offre une bourse pour aller au lycée et suivre des cours de piano et de solfège. Plus tard, le maestro José Pierson (es) lui donne des cours gratuits de technique vocale et lui offre l'hébergement. Il rencontre Jorge Negrete, Alfonso Ortiz Tirado et Juan Arvizu.
Pedro Vargas, ténor chantant à l’origine dans les opéras, devient célèbre avec la reprise de chansons populaires. Il joue dans approximativement 70 films, où il fait des apparitions musicales, mais ayant parfois quelques rôles plus importants.
En 1942, il donne une représentation à la Maison-Blanche pour le président Franklin Delano Roosevelt. Il se produit également en Argentine, au Chili, en Colombie, en Équateur, à Porto Rico, en République dominicaine, en Uruguay et au Venezuela.
Pedro Vargas meurt à Mexico à l’âge de 85 ans.